# Olympische Winterspiele 2014/Teilnehmer (Philippinen)
| Gelbes Symbol für Goldmedaillen mit stilisierten Olympischen Ringen | Graues Symbol für Silbermedaillen mit stilisierten Olympischen Ringen | Braundes Symbol für Bronzemedaillen mit stilisierten Olympischen Ringen |
| ------------------------------------------------------------------- | --------------------------------------------------------------------- | ----------------------------------------------------------------------- |
| —                                                                   | —                                                                     | —                                                                       |

Die Philippinen nahmen an den Olympischen Winterspielen 2014 in Sotschi mit einem Athleten in der Sportart Eiskunstlauf teil.

## Sportarten

### Eiskunstlauf
| Männer - Michael Christian Martinez |